# Dzień Służby Cywilnej
Dzień Służby Cywilnej – święto ustawowe członków korpusu służby cywilnej, oficjalnie obchodzone 17 lutego (od 2024 roku). Święto zostało ustanowione w nowelizacji ustawy o służbie cywilnej:
"Art. 23a. Dzień 17 lutego ustanawia się Dniem Służby Cywilnej."
Data 17 lutego to rocznica uchwalenia w 1922 roku przez Sejm II Rzeczypospolitej pierwszej ustawy o państwowej służbie cywilnej. Ustawa z 17 lutego 1922 roku stała się pragmatyką służbową większości urzędników II Rzeczypospolitej. Praca w polskiej administracji miała być czymś więcej niż zwykłym zajęciem zarobkowym. Miała być przede wszystkim służbą publiczną – służbą na rzecz niepodległego państwa i jego obywateli. Stąd wysokie wymagania, jakie ustawodawca postawił kandydatom do tej służby.
Wcześniej, od 2000 do 2024 roku zwyczajowo polskie święto obchodzone było corocznie 11 listopada w Narodowe Święto Niepodległości w celu podkreślenia znaczenia roli służby cywilnej i administracji państwowej. Zwyczaj obchodzenia tego święta nie był poprzedzony specjalnym aktem prawnym. Dobór terminu obchodów wynikał z uznania przez ówczesne kierownictwo Urzędu Służby Cywilnej, które miało stwierdzić, że „praca wykonywana przez członków korpusu służby cywilnej ma charakter służby niepodległemu, demokratycznemu Państwu Polskiemu”. Data ta nie była przypadkowa: 11 listopada to symboliczna data odzyskania niepodległości w 1918 roku. Polska zaczęła odbudowę niepodległej struktury państwowości od administracji, a rozpoczęcie działalności przez służbę cywilną było pierwszym sygnałem (Dz.U.R.P. nr 21 poz. 164), że "Polska to jeden organizm, którego sercem jest prężnie działająca administracja rządowa".
Obchody Dnia Służby Cywilnej organizują również dla pracowników cywilnych Wojewódzkie Sztaby Wojskowe i Policja. W Policji obchodzony jest w tym dniu od 2009 roku Dzień Pracowników Cywilnych.
Obchody Dnia Służby Cywilnej są okazją do wyróżnienia pracowników za ich rzetelną pracę i przyczynianie się do lepszej pracy urzędów administracji rządowej w kraju.
17 stycznia 2025 po raz pierwszy w historii wręczono Odznaki Honorowe za Zasługi dla Służby Cywilnej.
Z kolei w dniu 23 czerwca obchodzony jest Dzień Służby Publicznej ustanowiony przez Zgromadzenie Ogólne Narodów Zjednoczonych w 2002 roku.

## Dzień służby cywilnej na świecie
(ang.) Civil Services Day
- Tajlandia – 1 kwietnia; upamiętnia uchwalenie pierwszej ustawy o służbie cywilnej w 1928 roku; obchody lokalne od 1979 roku.
- Indie – 21 kwietnia od 2006 roku[8].